# 肯尼·登纳德
肯尼思·斯蒂芬·登纳德（英語：Kenneth Stephen Dennard，1958年10月18日—），美国NBA联盟前职业篮球运动员。他在1981年的NBA选秀中第4轮第9顺位被堪萨斯城国王选中。